# Octabromdiphenylether
Octabromdiphenylether (OctaBDE) ist ein Flammschutzmittel und gehört zur Gruppe der polybromierten Diphenylether (PBDE).

## Verwendung
OctaBDE wurde mit Antimontrioxid als Synergist vor allem im Kunststoff ABS eingesetzt. Weitere Kunststoffe, welche mit der Verbindung flammgeschützt wurden, waren HIPS, PBT und Polyamidpolymere. Typische Einsatzkonzentrationen waren 12–15 %. Der jährliche Verbrauch wurde 2001 weltweit auf 3790 Tonnen geschätzt, wovon rund 610 Tonnen in der europäischen Industrie verwendet wurden. Eingesetzt wurde dabei ein Stoffgemisch bestehend aus verschiedenen Kongeneren, wobei neben Diphenylethern mit acht auch solche mit fünf (Pentabromdiphenylether), sechs (Hexabromdiphenylether), sieben (Heptabromdiphenylether), neun (Nonabromdiphenylether) und zehn Bromatomen (Decabromdiphenylether) enthalten waren.
| Struktur             | Kongener | Name                                          | Anteil      |
| -------------------- | -------- | --------------------------------------------- | ----------- |
| Struktur von BDE-153 | BDE-153  | 2,2′,4,4′,5,5′-Hexa- bromdiphenylether        | 0,15–8,7 %  |
| Struktur von BDE-154 | BDE-154  | 2,2′,4,4′,5,6′-Hexa- bromdiphenylether        | 0,04–1,1 %  |
| Struktur von BDE-171 | BDE-171  | 2,2′,3,3′,4,4′,6-Hepta- bromdiphenylether     | 0,17–1,8 %  |
| Struktur von BDE-180 | BDE-180  | 2,2′,3,4,4′,5,5′-Hepta- bromdiphenylether     | n. d.–1,7 % |
| Struktur von BDE-183 | BDE-183  | 2,2′,3,4,4′,5′,6-Hepta- bromdiphenylether     | 13–42 %     |
| Struktur von BDE-196 | BDE-196  | 2,2′,3,3′,4,4′,5,6′-Octa- bromdiphenylether   | 3,1–10,5 %  |
| Struktur von BDE-197 | BDE-197  | 2,2′,3,3′,4,4′,6,6′-Octa- bromdiphenylether   | 11–22 %     |
| Struktur von BDE-203 | BDE-203  | 2,2′,3,4,4′,5,5′,6-Octa- bromdiphenylether    | 4,4–8,1 %   |
| Struktur von BDE-206 | BDE-206  | 2,2′,3,3′,4,4′,5,5′,6-Nona- bromdiphenylether | 1,4–7,7 %   |
| Struktur von BDE-207 | BDE-207  | 2,2′,3,3′,4,4′,5,6,6′-Nona- bromdiphenylether | 11–12 %     |
| Struktur von BDE-209 | BDE-209  | Deca- bromdiphenylether                       | 1,3–50 %    |

Es sind nur Kongenere mit mehr als 1 % aufgeführt.
Im Elektroschrott wurde in 2003 und 2011 durchgeführten Studien durchschnittliche Konzentrationen von 530 ppm bzw. 120 ppm gefunden, was das verbreitete Vorkommen von OctaBDE in elektrischen Geräten sowie den Verwendungsrückgang bestätigte.

## Umweltrelevanz
Aufgrund ihrer Toxizität, Persistenz und Tendenz zu Bioakkumulation wurde die Verbindung 2004 in der EU, der Schweiz, Norwegen, sowie weiteren Ländern verboten. In den USA haben 10 Staaten die Verwendung von OctaBDE gesetzlich verboten (Kalifornien, Hawaii, Illinois, Maine, Maryland, Michigan, New York, Oregon, Rhode Island und Washington). Einige Kongenere von kommerziell genutztem OctaBDE wurden in die Liste des Stockholmer Übereinkommen über persistente organische Schadstoffe (POP-Konvention) aufgenommen. Dabei wurden für einige Produkte, die recyceltes Material enthalten, Ausnahmen gewährt. In Deutschland hat die Industrie schon 1986 in einer freiwilligen Vereinbarung beschlossen auf die Verwendung zu verzichten. OctaBDE gelangt durch verschiedene Prozesse in die Umwelt und kommt in den Umweltkompartimenten wie Luft, Wasser, Boden, Flusssedimenten vor. Auch im Klärschlamm und im Hausstaub wird es gefunden. In den USA und Kanada sind die Werte im Hausstaub viel höher als in Europa. In einer vom WWF durchgeführten Untersuchung wurde OctaBDE im Blut der Europaparlamentarier gefunden. Auch in der Muttermilch kann es nachgewiesen werden.